# 居吕什
居吕什，是匈牙利佐洛州所辖的一个村，总面积4.19平方公里，总人口92，人口密度22.0人/平方公里（2010年1月1日）。